# Thaddeus von Clegg
Pour les articles homonymes, voir Clegg.
Thaddeus von Clegg était un horloger américain d'origine allemande.

## Biographie
Il est l'inventeur de l'instrument de musique, le kazoo, aussi appelé Clegghorn, dans les années 1840. Il en a fabriqué le premier exemplaire manufacturé, selon les spécifications d'un ancien esclave noir, Alabama Vest, dans la ville de Macon, Géorgie (États-Unis). 
Les Afro-Américains l'ont utilisé en premier en Alabama à la même époque.

## Hommage
- Roger Waters lui rend hommage en 1967 avec le titre Corporal Clegg des Pink Floyd dans le second album du groupe A Saucerful of Secrets. Cette chanson rend hommage aussi au père de Roger Waters mort en Italie durant la Seconde Guerre mondiale.